# Paul Viiding
Paul Viiding  (Valga, 1904. május 22. – Tallinn, 1962. június 27.) észt író, költő, kritikus és műfordító.

## Élete
Vasutascsaládban nőtt fel, a húga, Linda 1907-ben született. Iskolai tanulmányait Rigában kezdte, majd 1918-tól Tallinnban folytatta, végül a tartui Hugo Treffer Gimnáziumba járt. 1922-től a Tartui Egyetemen tanult matematikát és természettudományt, 1930-ban diplomázott. Kezdetben az Oma biztosítótársaságnál alkalmazták. 1932-től két évtizeden át szabadfoglalkozású író, dramaturg volt. Az 1930-as évek végén Tallinnban dolgozott az észt rádióban. A második világháború után az írószövetség titkára, tisztviselő volt. 1953-tól könyvesbolt vezetőjeként dolgozott. 1956-ban ismét felvették az Észt Írók Szövetségébe. 1962. június 27-én halt meg, a Tallinni Erdei Temetőben nyugszik.
Irodalmi karrierje az 1930-as években kezdődött. 1938-ban az Arbujad irodalmi mozgalom egyik alapítója. Számos novellát, verset és egy regényt tett közzé. Ezen felül ismertté vált orosz (Gogol, Ragyiscsev, Makszim Gorkij) és német (Friedrich Schiller) műfordítóként. Az észt irodalomban ő honosította meg a sci-fi műfaját.

### Családja
A felesége Linda Laarmann (1906–2003), műfordító. Négy gyermekük született: Reet, Anni, Mari és a legfiatalabb (és az egyetlen fiú) Juhan Viiding, aki ismert költő és színész lett. Az unokája, Elo Viiding költő.

## Művei
- Traataed (versek, 1935)
- Piinlikult hea tahe (novellák, 1936) Kínosan jó akarat
- Elu aseaine (regény, 1939)
- Töörahva riik (versek gyerekeknek, 1941)
- Sild (novellák, 1946)
- Edasiminek (versek, 1947)
- Mõtteid rahutul hommikul (novellák, 1958) Gondolatok egy nyugtalan reggelen
- Elu ja luule (antológia, publicisztika, 1963) Élet és költészet
- Valge krae (novellák, 1987)

## Magyarul
- Fehérvári Győző (szerk.): A szélőrlő – Észt elbeszélők[2] [3] (Európa Könyvkiadó, Budapest, 1981) ISBN 9630720779

## Fordítás
- Ez a szócikk részben vagy egészben  a   Paul Viiding című német Wikipédia-szócikk ezen változatának fordításán alapul.  Az eredeti cikk szerkesztőit annak laptörténete sorolja fel. Ez a jelzés csupán a megfogalmazás eredetét és a szerzői jogokat jelzi, nem szolgál a cikkben szereplő információk forrásmegjelöléseként.